# James Thurber
James Thurber, né le 8 décembre 1894 à Colombus (Ohio) et mort le 2 novembre 1961 à New York, est un éditorialiste, humoriste et écrivain américain.

## Biographie
James Grover Thurber naît le 8 décembre 1894 à Colombus, dans l'Ohio. À l'âge de six ans, il se perce l’œil droit avec un jouet. Cet incident lui fait développer par la suite le syndrome de Charles Bonnet. Certains disent que cette maladie serait en partie à l'origine de sa grande créativité.
Il fait ses études à l'Université de l'Ohio avant de s'installer à Paris en 1918 où il travaille pour l'ambassade des États-Unis et, en même temps, tient lieu de correspondant du Chicago Tribune jusqu'en 1921.
Son activité est essentiellement journalistique jusqu'en 1927. Il est à la fois chroniqueur, illustrateur, humoriste avant de se tourner vers une littérature très personnelle, dont le style, réputé difficile à définir, se rapproche de celui d'Alexandre Vialatte et parfois aussi de Boris Vian.

## Œuvres

### La Dernière Fleur, parabole en image
Le texte a été traduit en 1952 par Albert Camus.

### La Vie secrète de Walter Mitty
La nouvelle principale de ce recueil a été adaptée au cinéma sous le titre de La vie secrète de Walter Mitty par Norman Z. McLeod en 1947.
En 1975, une nouvelle adaptation, en dessin animé cette fois, a été réalisée : Les Vies secrètes de Waldo Kitty.
Ben Stiller adapte de nouveau le roman de James Thurber : le film, sorti en 2014, s'intitule La Vie rêvée de Walter Mitty.

## Publications

### En anglais
- Is Sex Necessary? or, Why You Feel The Way You Do, avec E. B. White), 1929, édition du 75e anniversaire (2004) avant-propos de John Updike,  (ISBN 0-06-073314-4)
- The Owl in the Attic and Other Perplexities, 1931
- The Seal in the Bedroom and Other Predicaments, 1932
- My Life and Hard Times, 1933  (ISBN 0-06-093308-9)
- The Middle-Aged Man on the Flying Trapeze, 1935
- Let Your Mind Alone! and Other More Or Less Inspirational Pieces, 1937
- The Last Flower, 1939, réédition 2007  (ISBN 978-1-58729-620-8)
- The Male Animal (théâtre), 1939 (avec Elliot Nugent)
- Fables for Our Time and Famous Poems Illustrated, 1940  (ISBN 0-06-090999-4)
- My World and Welcome to It|My World--and Welcome To It, 1942  (ISBN 0-15-662344-7)
- The Catbird Seat, 1942
- Many Moons, 1943
- Men, Women, and Dogs, 1943
- The Great Quillow, 1944
- The Thurber Carnival (anthologie), 1945,  (ISBN 0-06-093287-2),  (ISBN 0-394-60085-1) (Modern Library Edition)
- The White Deer, 1945
- The Beast in Me and Other Animals, 1948  (ISBN 0-15-610850-X)
- The 13 Clocks, 1950
- The Thurber Album, 1952
- Thurber Country, 1953
- Thurber's Dogs, 1955
- Further Fables For Our Time, 1956
- The Wonderful O, 1957
- Alarms and Diversions (anthologie), 1957
- The Years With Ross, 1959  (ISBN 0-06-095971-1)
- A Thurber Carnival (théâtre), 1960
- Lanterns and Lances, 1961

Éditions posthumes
- Credos and Curios, 1962
- Thurber & Company, 1966 (éd. Helen W. Thurber)
- Selected Letters of James Thurber, 1981 (éd. Helen W. Thurber & Edward Weeks)
- Collecting Himself: James Thurber on Writing and Writers, Humor and Himself, 1989 (éd. Michael J. Rosen)
- Thurber On Crime, 1991 (éd. Robert Lopresti)
- People Have More Fun Than Anybody: A Centennial Celebration of Drawings and Writings by James Thurber, 1994 (éd. Michael J. Rosen)
- James Thurber: Writings and Drawings, 1996, (éd. Garrison Keillor), Library of America,  (ISBN 978-1-883011-22-2)
- The Dog Department: James Thurber on Hounds, Scotties, and Talking Poodles, 2001 (éd. Michael J. Rosen)
- The Thurber Letters, 2002 (éd. Harrison Kinney, avecRosemary A. Thurber)

### Traductions françaises
- Ma chienne de vie, traduit de l'anglais (My life and hard times) par Jeanne Guyon, Payot et Rivages, 2008  (ISBN 978-2-7436-1820-9)
- La Vie secrète de Walter Mitty, recueil de nouvelles, de fables et de dessins sans équivalent américain et dont la première nouvelle (The secret life of Walter Mitty, 1939) donne son nom à l'ouvrage, traduit de l'anglais par Christiane Potesta et Claude Dalla Torre, préface de Jacques Sternberg, R. Laffont, 2008  (ISBN 978-2-221-11156-7), première édition Julliard, 1963
- Le Sexe pour quoi faire ?, avec E. B. White, traduction de l'anglais (Is sex necessary?) par Jean-Christophe Valtat, 10-18, 2001  (ISBN 2-264-03188-3)
- Le Chien qui mordait les gens, suivi de La nuit où le fantôme apparut, traduction de l'anglais (édition bilingue de The dog that bit people et The night the ghost got in) par Jeanne Guyon, éd. du Rocher, 1998  (ISBN 2-268-02944-1)
- Lune après lune, illustrations de Marc Simont, traduction de l'anglais (Many moons) par Elisabeth Duval, Kaléidoscope, 1992
- La Dernière Fleur : parabole en images, traduction de l'anglais (Last flower) par Albert Camus, Gallimard, 1984  (ISBN 2-07-033265-9)
- Le Conte de la biche blanche, traduction de l'anglais (The White deer) par Jean Queval, illustrations de l'auteur, Bordas, 1982  (ISBN 2-04-015069-2)
- Les Treize Horloges, traduction de l'anglais (The Thirteen clocks) par Farid Chennoune, illustrations de Sylvie Selig, Casterman, 1980  (ISBN 2-203-13613-8)